# Scott Draper
Scott Dennis Draper (ur. 5 czerwca 1974 w Brisbane) – australijski tenisista, klasyfikowany w czołowej pięćdziesiątce rankingu światowego, zwycięzca wielkoszlemowego Australian Open w grze mieszanej. Reprezentował Australię w Pucharze Davisa. Należy do nielicznych współczesnych sportowców, którzy odnieśli profesjonalne sukcesy w dwóch odmiennych dyscyplinach; w 2007 wygrał swój pierwszy turniej jako zawodowy golfista.

## Kariera sportowa
Draper rozpoczął treningi tenisowe w wieku 4 lat, zachęcony przykładem rodzinnym; w tenisa grali zarówno oboje rodzice, jak i starszy brat. Nieco później, jako 12-latek, zajął się też rekreacyjnie golfem, skoncentrował się jednak na karierze tenisowej. W 1992 doszedł do 5. miejsca w światowym rankingu juniorów, wygrywając w tymże roku juniorską grę podwójną na Wimbledonie w parze ze Stevenem Baldasem. W 1993 rozpoczął występy w gronie tenisistów profesjonalnych.
Do szerokiej czołówki światowej przebił się po dwóch latach. W 1995 zanotował błyskotliwy awans – w ciągu roku przesunął się z pozycji rankingowej 420 na miejsce 81. Wygrał w tymże roku swój pierwszy turniej challengerowy w Nagoi (pokonał w finale Japończyka Shuzo Matsuokę), był też w ćwierćfinale turnieju ATP World Tour w Tokio. Dobrze zaprezentował się także w imprezie wielkoszlemowej w Paryżu, gdzie po skutecznym przejściu kwalifikacji wyeliminował trzech rywali z czołowej pięćdziesiątki światowej – Jonasa Björkmana, Gilberta Schallera i Richeya Reneberga – by odpaść dopiero w 1/8 finału z Włochem Renzo Furlanem. W 1996 powtórzył ten rezultat na French Open, pokonując Byrona Blacka, ponownie Schallera i Jeffa Tarango i w IV rundzie (1/8 finału) przegrywając z liderem światowej klasyfikacji Pete Samprasem. Po raz trzeci i ostatni w karierze doszedł do 1/8 finału w Wielkim Szlemie w 1997, ale tym razem w turnieju US Open; przegrał wówczas ze Szwedem Björkmanem.
W 1997 po raz pierwszy doszedł do finału w cyklu ATP World Tour, ale decydującym spotkaniu turnieju w Adelaide musiał uznać wyższość rodaka Todda Woodbridge’a. Cenne zwycięstwo Draper zanotował w międzynarodowych mistrzostwach Włoch w Rzymie, gdzie wyeliminował słynnego Austriaka Thomasa Mustera. Jeszcze lepiej Australijczyk prezentował się w sezonie 1998; w finale w Waszyngtonie uległ Andre Agassiemu, ale na turnieju w londyńskim Queen’s Clubie okazał się najlepszy, notując m.in. zwycięstwo nad znacznie wyżej notowanym rodakiem Patrickiem Rafterem. W finale pokonał rywala dość niespodziewanego – mało znanego Włocha Laurence Tielemana. We wrześniu 1998 Draper musiał poddać się operacji stawu kolanowego, która wykluczyła go z występów w dalszej części sezonu, ale udane starty na początku 1999 (zwłaszcza półfinały w Adelajdzie i Delray Beach) dały mu awans na najwyższą pozycję rankingową w karierze – nr 42 w maju tegoż roku.
Tytułu w Queen’s Clubie w 1999 Draper nie zdołał obronić, chociaż udało mu się pokonać w tym turnieju kończącego karierę Niemca Borisa Beckera, legendę gry na trawie. Również w innych turniejach Australijczyk startował bez większych sukcesów i zaczął się stopniowo obsuwać w rankingu, co sprawiło, że po 2000 grał głównie w challengerach, a nawet turniejach niższej rangi. W 2002 odniósł trzy zwycięstwa challengerowe, dzięki czemu wrócił do czołowej setki na świecie. W 2003 był m.in. w ćwierćfinale turnieju w Indianapolis, a w dużym turnieju w Cincinnati nie wykorzystał piłki meczowej ze świeżo koronowanym mistrzem Wimbledonu Rogerem Federerem.
W 2004 nie grał w ogóle w turniejach, natomiast w 2005 zanotował kilka pożegnalnych występów, głównie w turniejach wielkoszlemowych; w Australian Open uległ Hiszpanowi Tommy’emu Robredo, we French Open Szwedowi Thomasowi Johanssonowi, na Wimbledonie Rosjaninowi Nikołajowi Dawydience (był to ostatni mecz singlowy Drapera w światowych rozgrywkach). Większą uwagę poświęcał już wówczas drugiej pasji zawodowej – golfowi, tym większe było więc zaskoczenie, gdy w swoim ostatnim występie w Australian Open odniósł jedyne wielkoszlemowe zwycięstwo. Mając za partnerkę rodaczkę Samanthę Stosur w finale miksta Australian Open 2005 Draper okazał się lepszy od uznanych ekspertów gry podwójnej – Kevina Ullyetta i Liezel Huber 6:2, 2:6 i w mistrzowskim tie-breaku 10:6.
W deblu Draper udzielał się sporadycznie. Miał na koncie wygrane deblowe w cyklu challengerowym, a także jeden wielkoszlemowy ćwierćfinał – w Australian Open 1996. W parze z Jasonem Stoltenbergiem wyeliminował wówczas m.in. Daniela Vacka i Cyrila Suka, a uległ Patrickowi Galbraithowi i Andriejowi Olchowskiemu. Również ze Stoltenbergiem był w finale imprezy cyklu ATP World Tour w Newport w 1998; Australijczycy przegrali wówczas nieznacznie z Sandonem Stolle i Dougiem Flachem 2:6, 6:4, 6:7. Kilkakrotnie Draper grał w turniejach deblowych z bratem Markiem. Najwyżej sklasyfikowany w grze podwójnej był zaraz po wspomnianym ćwierćfinale Australian Open; w lutym 1996 zajmował 132. miejsce na świecie.
Kariera tenisowa Drapera zamknęła się zarobkami przekraczającymi nieco półtora miliona dolarów amerykańskich. W 2002 Australijczyk miał okazję bronić barw narodowych w Pucharze Davisa, ale nie zanotował zbyt dużych osiągnięć; w I rundzie rozgrywek uległ w dwóch pojedynkach singlowych Argentyńczykom Guillermo Cañasowi i Gastónowi Gaudio, wygrał natomiast w spotkaniu barażowym o utrzymanie w najwyższej grupie rozgrywkowej Pucharu Davisa mecz z Hindusem Rohanem Bopanną.
Na przeszkodzie rozwojowi kariery Drapera stawały często kontuzje, zmagał się także z chorobą – zaburzeniami obsesyjno-kompulsywnymi. W lipcu 1999 przeżył śmierć żony, która po zaledwie półtora roku małżeństwa zmarła na mukowiscydozę; działał później na rzecz powołania fundacji jej imienia, zajmującej się badaniami nad tą chorobą. Z drugiego małżeństwa doczekał się syna Jaydena (ur. 3 maja 2007).
Leworęczny Draper (o bekhendzie jednoręcznym) preferował grę na nawierzchniach ziemnej i twardej, chociaż jedyne turniejowe zwycięstwo odniósł na trawie. Znany był z nadawania piłkom ekstremalnych rotacji. W 2007 jego wieloletnie doświadczenie ze światowych kortów chciał wykorzystać inny Australijczyk Lleyton Hewitt; Draper pełnił obowiązki trenera Hewitta w czasie Australian Open 2007, ale po turnieju zrezygnował na rzecz gry w golfa. Występy jako zawodowy golfista rozpoczął w 2004, występując w australijskim cyklu Von Nida Tour. W 2007 odniósł pierwsze zwycięstwo w ramach tego cyklu, triumfując w mistrzostwach Nowej Południowej Walii.
Jego starszy brat Mark Draper (ur. 11 lutego 1971 w Brisbane), tenisista praworęczny, nie osiągnął porównywalnych sukcesów i najwyżej klasyfikowany był w singlu na 152. miejscu na świecie (we wrześniu 1998) oraz na 215. miejscu w deblu (w kwietniu 1996). Na krótko zwrócił na siebie uwagę mediów w czasie Wimbledonu 1998, kiedy to toczył wyrównany mecz z nadzieją gospodarzy Gregiem Rusedskim, wówczas piątą rakietą świata; kontuzjowany Rusedski zmuszony był poddać mecz przy stanie 1:1 w setach, a Mark Draper w II rundzie uległ Amerykaninowi Toddowi Martinowi. Przez pewien czas Draper występował jako trener młodszego brata.

## Osiągnięcia w turniejach wielkoszlemowych
- Australian Open
  - gra mieszana – wygrana 2005 (z Samanthą Stosur)

## Zwycięstwa turniejowe (tenis)
- gra pojedyncza
  - 1998 Londyn (Queen’s Club)
- gra mieszana
  - 2005 Australian Open (z Samanthą Stosur)

## Finały turniejowe (tenis)
- gra pojedyncza
  - 1997 Adelajda
  - 1998 Waszyngton
- gra podwójna
  - 1998 Newport (z Jasonem Stoltenbergiem)

## Zwycięstwa turniejowe (golf)
- 2007 New South Wales PGA Championship (Von Nida Tour)